# Nau bens hald i
Nau bens hald i (Schwäbisch für „Dann bin ich es eben“) ist eine Kurzoper, die das Leben des Hitler-Attentäters Georg Elser thematisiert. Sie wurde von Sebastian Schwab (* 1993) komponiert, das Libretto stammt von Hendrik Rupp. Am 18. Juli 2020 war die Uraufführung durch die Opernfestspiele Heidenheim auf dem Kleinen Schlossplatz in der Hinteren Gasse in Heidenheim. Das 20-minütige Stück wird auf Schwäbisch vorgetragen; im Dialekt des Brenztals, der Heimat Elsers.

## Inhalt

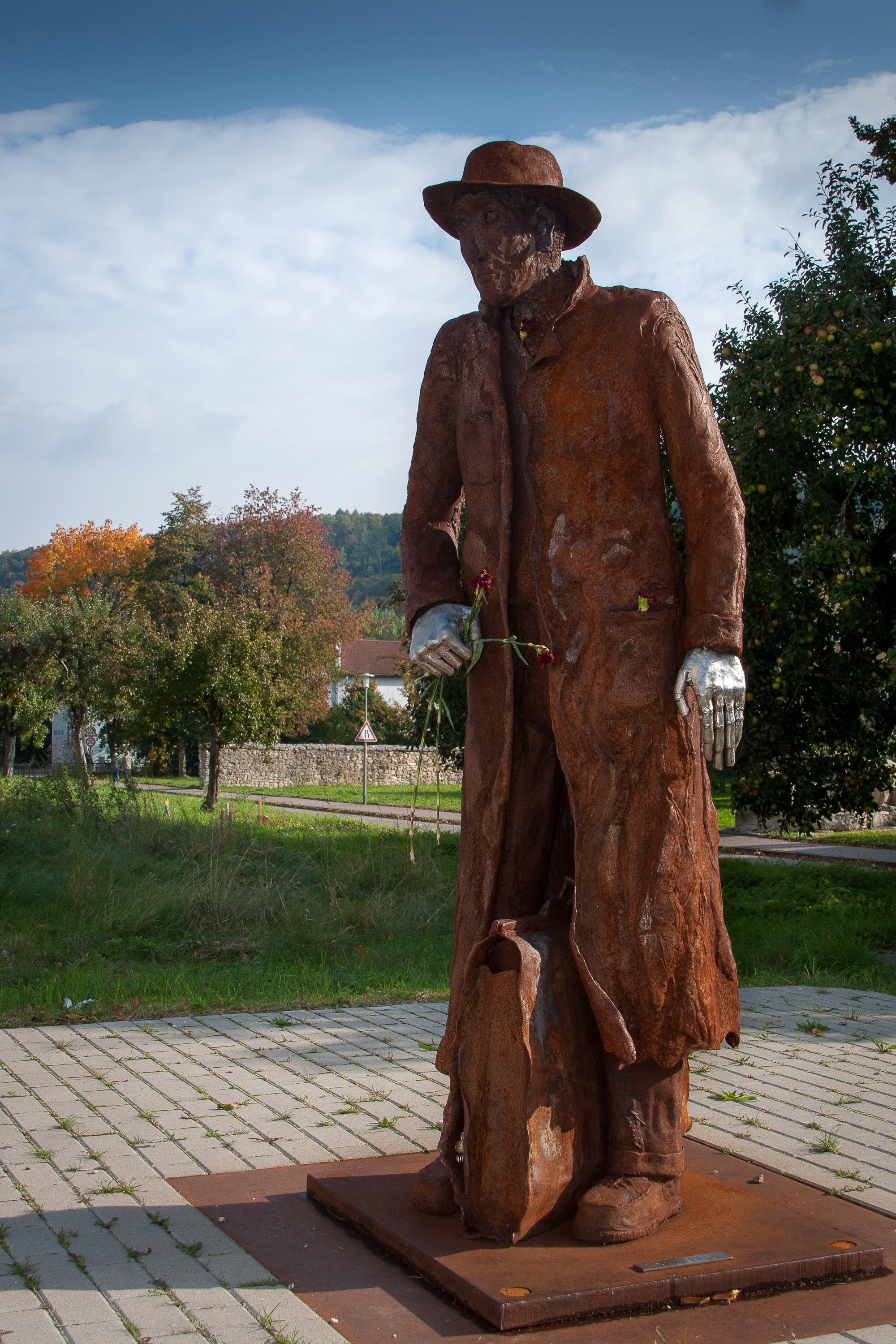
In der 2. Szene nimmt Elser kurz die Haltung der Statue am Königsbronner Bahnhof ein.

Das Werk besteht aus drei Szenen. Die erste spielt im Attentatsjahr 1939, dann folgt eine Wirtshaus-Szene in der Nachkriegszeit. Am Ende erscheint Elser im Heute und er ermahnt das Publikum, dass man mit den „Likes“ nicht blind mit dem Strom schwimmen dürfe.
Während der Handlung wird Elsers Tat und deren gesellschaftliche Bewertung im Wandel der Zeit beleuchtet.

## Besetzung
Die Pop-up-Opera konzentriert sich auf das Wesentliche. Zum Ensemble gehört ein Bariton (Georg Elser) und ein dreiköpfiger Chor, der in jeder Szene in verschiedene Rollen schlüpft. Als Instrumente gibt es Akkordeon und Trommel.
Die Hauptrolle übernahm bei der Uraufführung 2020 der Bariton Florian Götz und im Jahr 2021 der Bariton Gerrit Illenberger.